# 工藝美術館站
工藝美術館站（法語：Arts et Métiers）是巴黎地鐵3號線和巴黎地鐵11號線的一個交會車站，車站的名稱來自於工藝美術博物館。工藝美術館站開業於1904年10月19日。

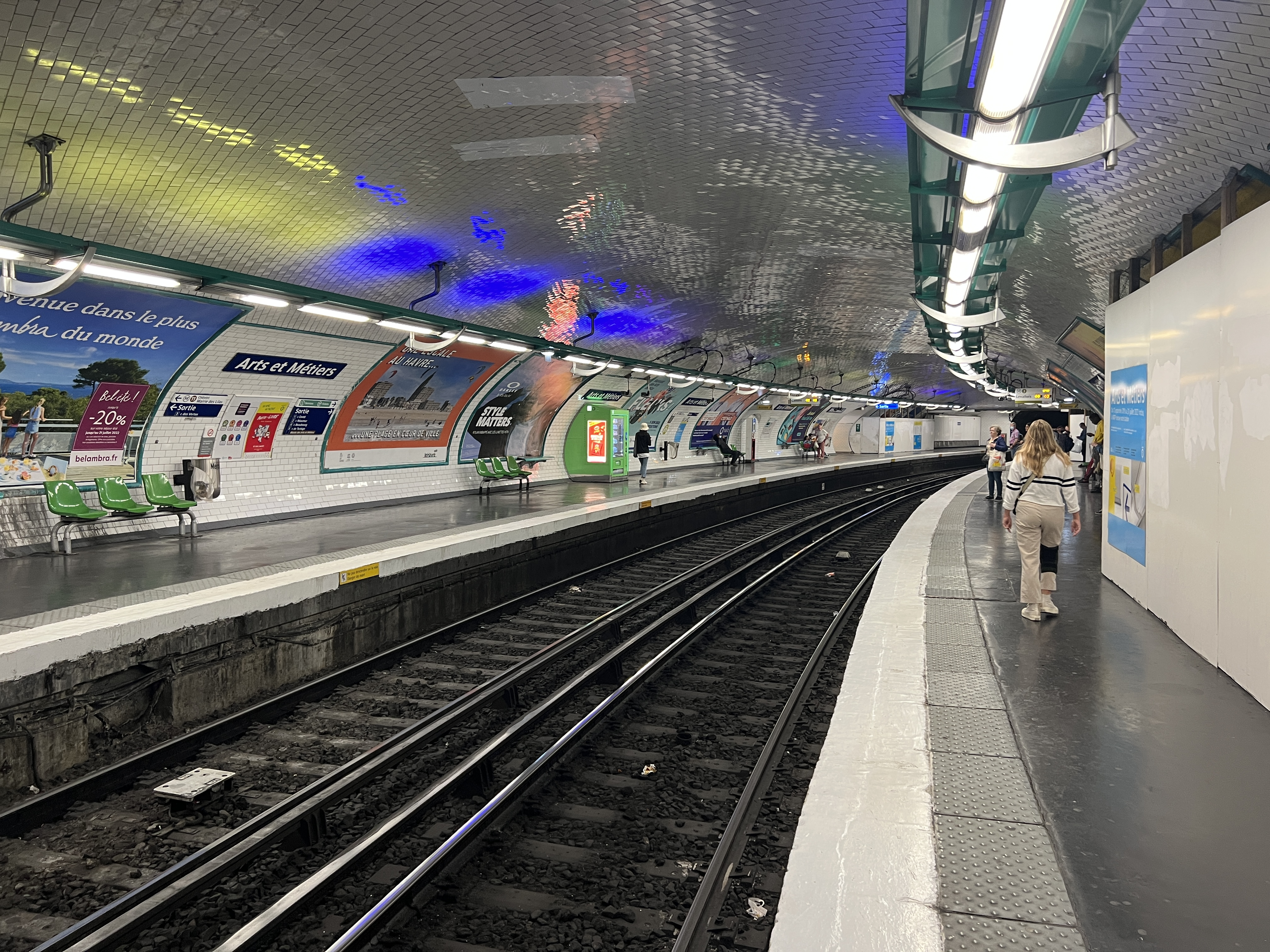
3號線月台 (2022年6月)

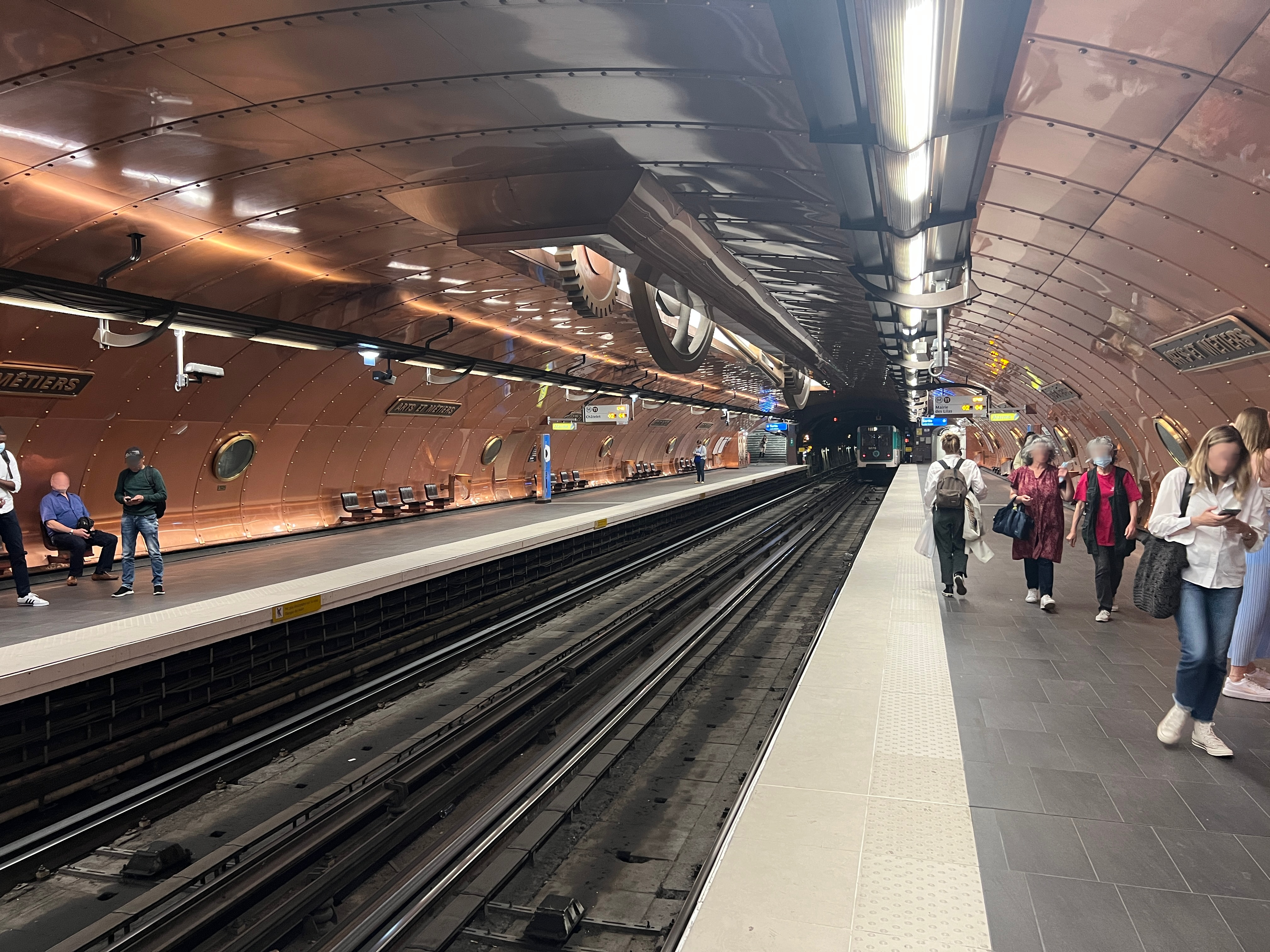
11號線月台 (2022年6月)

## 車站結構
| G  | 街道               | 出入口                                     |
| B1 | 夾層               | 往出入口                                   |
| B2 | 側式月台，右側開門 | 側式月台，右側開門                         |
| B2 | 西行               | 往勒瓦盧瓦橋-培根（雷奧繆爾-塞瓦斯托波爾） |
| B2 | 東行               | 往加列尼（教堂）                           |
| B2 | 側式月台，右側開門 |                                            |
| B3 | 側式月台，右側開門 | 側式月台，右側開門                         |
| B3 | 南行               | 往夏特雷（朗布托）                         |
| B3 | 北行               | 往丁香鎮（共和廣場）                       |
| B3 | 側式月台，右側開門 |                                            |